# 人材開発統括官
人材開発統括官（じんざいかいはつとうかつかん）は、厚生労働省の内部部局の一つで、所掌事務は、すべての人が能力を高めて適した仕事に就くことができるよう、離職者等を対象とした公的職業訓練の実施、技能検定の実施等による職業能力評価体制の整備など、働く人のスキルアップを支援する施策に関すること。
2017年7月11日付けの組織改正により、職業能力開発局を廃止して新設された。

## 所掌事務
1. 公共職業訓練に関すること。
2. 技能検定に関すること。
3. 事業主その他の関係者による職業能力の開発及び向上の促進並びに労働者の自発的な職業能力の開発及び向上に関すること（労働基準局の所掌に属するものを除く。）。
4. 勤労青少年の福祉の増進に関すること。
5. 学生若しくは生徒又は学校卒業者の職業紹介又は職業指導についての職業安定機関と学校又は関係行政機関との間における連絡、援助又は協力に関すること。
6. 職業安定法（昭和二十二年法律第百四十一号）第三十三条の二の規定による無料職業紹介事業に関すること。
7. 青少年の雇用の促進等に関する法律（昭和四十五年法律第九十八号）第十三条第一項に規定する青少年雇用情報の提供に関すること。
8. 学校卒業者その他これに類する者の雇用機会の確保に関すること。
9. 学校卒業者その他これに類する者の雇用管理の改善に関すること（建設労働者及び港湾労働者に係るものを除く。）。
10. 介護労働者の雇用管理の改善等に関する法律（平成四年法律第六十三号）第十五条第二項に規定する介護労働安定センターの組織及び運営一般に関すること。

## 組織
厚生労働省組織令では、「人材開発統括官のつかさどる職務を助ける」とする参事官5名が配置されている（第130条の3）。また訓練企画室は、厚生労働省組織規則では、第73条の4第1項に規定する「訓練企画官」であり、他も同様である。
- 人材開発総務担当参事官室
- 人材開発政策担当参事官室
  - 訓練企画室
  - 特別支援室
  - 政策企画室
- 若年者・キャリア形成支援担当参事官室
  - キャリア形成支援室
  - 企業内人材開発支援室
- 能力評価担当参事官室
- 海外人材育成担当参事官室
  - 海外協力室

## 歴代統括官
| 代 | 氏名       | 在任期間                      | 前職                                       | 後職                   |
| -- | ---------- | ----------------------------- | ------------------------------------------ | ---------------------- |
| 1  | 安藤よし子 | 2017年7月11日 - 2018年7月31日 | 政策統括官(統計・情報政策担当)             | 辞職                   |
| 2  | 吉本明子   | 2018年7月31日 - 2019年7月9日  | 中央労働委員会事務局審議官                 | 中央労働委員会事務局長 |
| 3  | 定塚由美子 | 2019年7月9日 - 2020年8月7日   | 大臣官房長                                 | 辞職                   |
| 4  | 小林洋司   | 2020年8月7日 - 2022年6月28日  | 職業安定局長                               | 厚生労働審議官         |
| 5  | 奈尾基弘   | 2022年6月28日 - 2023年7月4日  | 大臣官房高齢･障害者雇用開発審議官          | 中央労働委員会事務局長 |
| 6  | 岸本武史   | 2023年7月4日 - 2024年7月5日   | 政策統括官（統計・情報政策、労使関係担当） | 労働基準局長           |
| 7  | 堀井奈津子 | 2024年7月5日 - 2025年7月1日   | 雇用環境・均等局長                         | 消費者庁長官           |
| 8  | 田中誠二   | 2025年7月1日 - 2025年7月8日   | 厚生労働審議官（事務取扱）                 | 辞職                   |
| 9  | 宮本悦子   | 2025年7月8日 -                | 中央労働委員会事務局審議官                 | 現職                   |